# سان بونيه لو فروا
سان بونيه لو فروا، هي بلدية تقع في إقليم لوار العليا في جنوب وسط فرنسا.

## من سكانها
- ريجيس ماركون - طاهٍ فرنسي شهير، حائز على 3 نجوم ميشلان، وحائز على ميدالية بوكوز الذهبية في عام 1995 ومالك مطعم Clos des Cimes.

## روابط خارجية (بالفرنسية)
- Saint-Bonnet-le-Froid
- موقع St-Bonnet-le-Froid   [ وصلة ميتة دائمة ][ وصلة ميتة دائمة ]